# Galabovo (huyện)
Galabovo là một huyện thuộc tỉnh Stara Zagora, Bungaria. Dân số thời điểm năm 2001 là 16182 người.